# Ылдыр, Илайда
Ила́йда Ылды́р (тур. İlayda Ildır; род. 10 февраля 1996, Стамбул) — турецкая актриса

 кино и телевидения.

## Биография и карьера
Илайда Ылдыр родилась 10 февраля 1996 года в Стамбуле (Турция). У неё есть младший брат — Арда Ылдыр (род. 1998). Она окончила факультет актёрского мастерства Университета Едитепе.
Актёрская карьера Ылдыр началась со съёмок в рекламе для различных брендов и компаний, среди которых D-Smart, Coca-Cola, Avon, Taste и Yogo. В 2017 году она дебютировала на телевидении, сыграв роль Бильге в телесериале «Любовь не понимает слов». С 2017 по 2019 год играла роль Назлы Качмаз в телесериале «Обещание», за которую в 2019 году была номинирована на Молодёжную премию Турции в категории «Лучшая телевизионная актриса второго плана».

## Фильмография
| Год       |   | Русское название        | Оригинальное название | Роль                      |
| --------- | - | ----------------------- | --------------------- | ------------------------- |
| 2017      | с | Любовь не понимает слов | Aşk Laftan Anlamaz    | Бильге                    |
| 2017      | ф | Бекяр Бекир             | Bekâr Bekir           | девушка со световым мечом |
| 2017—2019 | с | Обещание                | Söz                   | Назлы Качмаз              |
| 2019—2021 | с | Дочь посла              | Sefirin Kızı          | Дуду                      |
| 2022—2023 | с | Сердечная боль          | Yürek Çıkmazı         | Фунда                     |
| 2023      | с | Я тебя никому не отдам  | Vermem Seni Ellere    | Ханде                     |